# PGC 43343
LEDA/PGC 43343 ist eine Elliptische Galaxie im Sternbild Jungfrau auf der Ekliptik. Sie ist schätzungsweise 171 Millionen Lichtjahre von der Milchstraße entfernt und hat einen Durchmesser von etwa 60.000 Lichtjahren. Vom Sonnensystem aus entfernt sich das Objekt mit einer errechneten Radialgeschwindigkeit von näherungsweise 4.000 Kilometern pro Sekunde.
Im selben Himmelsareal befinden sich unter anderem die Galaxien NGC 4703, NGC 4716, PGC 43319, PGC 183301.